# Африканда
Африка́нда — посёлок в Мурманской области. Входит в муниципальный округ город Полярные Зори.

## Этимология
Название Африканда образовалось в 1934 году, по-видимому, как указывает академик А. Е. Ферсман, по аналогии с другими местными названиями — в частности, Охта-Канда (от саам.: охт «туча», канть — сухое место среди болота, холм, возвышенность). Сочетание аф- и афр- несвойственно саамским языкам, и образование названия посёлка является примером лингвистической контаминации. 
По другой версии, на этой станции работал железнодорожник по фамилии Африкандов, и его имя таким образом увековечили. 
По народной этимологии, во время посещения станции руководителем СССР Никитой Хрущёвым стояла непривычная для мест летом жара. Вспотевший под полярным солнцем Хрущев отер лоб рукой и сказал: «Африка», а кто-то из его сопровождающих подхватил: «Н-да». Так и получилось — Африканда.

## История
В 1917 году геолог Николай Кассин обнаружил здесь пироксенитовую интрузию. Посёлок основан при железнодорожной станции, появившейся в декабре 1925 года. В 1930-х здесь работали геологи металлургического комбината «Апатит», которые нашли титановые руды, ниобий, тантал и радиоактивный торий.
С 1935 по 2004 год имел статус посёлка городского типа.

## Население
Численность населения, проживающего на территории населённого пункта, по данным Всероссийской переписи населения 2010 года, составляет 1644 человека, из которых 791 мужчина (48,1 %) и 853 женщины (51,9 %).
| 1959 | 1970  | 1979  | 1989  | 2002  | 2010  |
| ---- | ----- | ----- | ----- | ----- | ----- |
| 3412 | ↘2908 | ↘2803 | ↗3469 | ↘1908 | ↘1644 |

## Общая информация
В посёлке имеются средняя школа, детский сад, детская школа искусств, больница, дом культуры, почта и отделение Сбербанка России, а также сетевые продуктовые магазины.
Организационно, посёлок разделен на две части: Африканда-1 (военный городок и станция) и Африканда-2 (рабочий посёлок).
В Африканде-1 был расположен одноимённый аэродром расформированного в 2001 году истребительного авиаполка 20-й отдельной армии ПВО, прикрывавшего 6-ю отдельную армейскую ракетную бригаду (6 оарбр 6-й ова ЛенВО в пос. Пинозеро), а также Кировскую железную дорогу, Нивскую и Нижнетуломскую ГЭС и города южной части Кольского полуострова в годы Великой Отечественной войны.
Африканда-2 — посёлок при закрытой обогатительной фабрике, где живут, в основном, сотрудники Нива ГЭС-1 и Кольской АЭС.
Имеется регулярное автобусное сообщение с г. Полярные Зори.
В окрестностях Африканды (между двумя частями поселка) находится большое перспективное месторождение перовскитовых руд, содержащих титан и редкие металлы. Прогнозные ресурсы всего массива месторождения Африканда составляют 50 млн тонн диоксида титана, 860 тыс. тонн редкоземельных металлов, 300 тыс. тонн ниобия и тантала.
В 2024—2025 годах в поселке планируется постройка новой котельной.

## Достопримечательности
В поселке проводится традиционный областной семейный фестиваль «Африканда — фест. Кольские ремесла», на котором свои творческие работы представляют народные мастера из Африканды, Мурманска, Кандалакши, Полярных Зорь, а также других городов и населенных пунктов региона.
В поселке обустроено воинское захоронение с именами 37 героев времен Великой Отечественной войны,.
«Сборная посёлка Африканда» — команда КВН, представляющая Мурманскую область, частично состоит из уроженцев поселка. Команда смогла завоевать Президентский КиВиН на музыкальном фестивале «Голосящий КиВиН 2023» в Светлогорске и вошла в топ лучших команд страны по итогам фестиваля «КиВиН».